# Pseudechinus variegatus
Pseudechinus variegatus is een zee-egel uit de familie Temnopleuridae.
De wetenschappelijke naam van de soort werd in 1921 gepubliceerd door Theodor Mortensen.